# Akizuki
Pour les articles homonymes, voir Akizuki (homonymie).
Le destroyer Akizuki (秋月) fut le premier navire de classe Akizuki de la Marine impériale japonaise. Son nom signifie « Lune d'automne ».

## Histoire du destroyerAkizuki
L’Akizuki fut construit en juin 1942 à l'arsenal naval de Maizuru, au Japon.
En octobre 1944, l’Akizuki faisait partie de la Force du Nord commandée par le vice-amiral Jisaburō Ozawa, dans l'attaque japonaise sur les forces alliées soutenant le débarquement de Leyte. Le 25 octobre, durant la bataille au large du cap Engaño, il fut coulé, probablement par des torpilles, au cap Engaño à la position 20° 29′ N, 126° 30′ E, lors de l'attaque aérienne américaine initiale sur la Force du Nord. La plupart des sources créditent le coup aux avions de la Task Force 38, mais d'autres donnent le crédit au sous-marin USS Halibut (en).

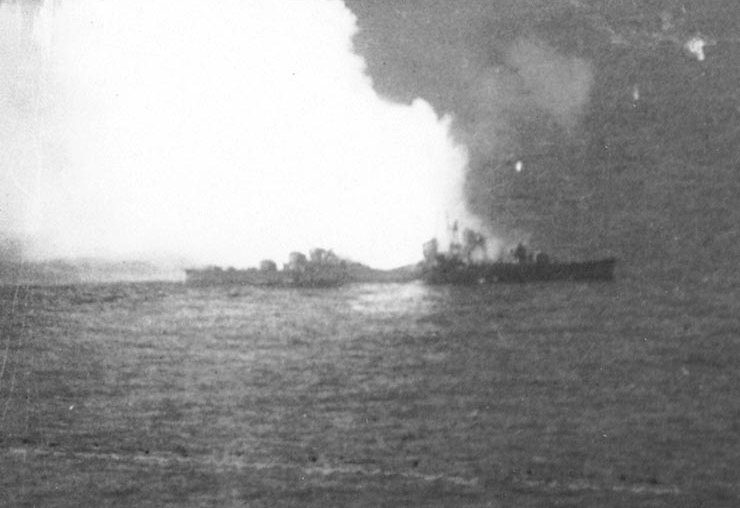
L’Akizuki explose durant la bataille du cap Engaño

## Officiers commandant
Officier chargé de l'armement du bâtiment :
- capitaine de vaisseau Kunio Kanaoka, du 20 mars 1942 au 20 mai 1942

Commandant du destroyer :
- Capitaine de frégate Yasuji Koga, du 20 mai 1942 au 27 juillet 1943
- sans commandant du 28 juillet 1943 au 8 octobre 1943
- Capitaine de frégate Tomoe Ogata, du 8 octobre 1943 au 25 octobre 1944 (promu capitaine de vaisseau le 15 octobre 1944)